# SpongeBob
SpongeBob (SpongeBob SquarePants) è una serie animata statunitense ideata da Stephen Hillenburg nel 1997, prodotta dalla sua compagnia United Plankton Pictures e con le animazioni eseguite dalla succursale coreana dei Rough Draft Studios. Il cartone segue il personaggio di SpongeBob SquarePants una spugna di mare antropomorfa, coinvolto con i suoi amici in numerose avventure nell'immaginaria città sottomarina di Bikini Bottom. La serie è stata ideata nel 1996, subito dopo la cancellazione della serie animata La vita moderna di Rocko, a cui Hillenburg lavorò come direttore creativo. Molte delle idee della serie ebbero origine da The Intertidal Zone, un libro educativo mai pubblicato scritto da Hillenburg nel 1989 per insegnare ai suoi studenti la vita sottomarina.
L'episodio pilota fu presentato alla Nickelodeon nel 1997, originariamente con il titolo SpongeBoy Ahoy!, poi cambiato in quello attuale per motivi di copyright. La serie fu mostrata in anteprima il 1º maggio 1999 alla dodicesima edizione dei Kids' Choice Awards, e fu trasmessa ufficialmente in televisione dal 17 luglio 1999. In Italia, i diritti per la serie sono stati acquistati inizialmente da Mediaset, ed è andata in onda su Italia 1 dal 30 agosto 2004 per le prime sette stagioni, e successivamente completa su Nickelodeon dal 24 dicembre dello stesso anno. È stata poi replicata in chiaro su Boing dall'aprile 2011, su Super! (con sia repliche che inediti) dal giugno 2012 e su Comedy Central da settembre a novembre 2024.
Nel 2024, è la prima serie Nicktoons a raggiungere i 300 episodi. Nel corso degli anni, la serie è stata acclamata dalla critica ed è diventata un fenomeno su larga scala, vincendo numerosi premi tra cui sei Annie Awards, otto Golden Reel Awards, cinque Emmy Awards, e ventuno Kids' Choice Awards, e molti altri premi, contando in totale 62 vittorie e 68 candidature. Con oltre 25 anni di programmazione, SpongeBob è la terza serie animata statunitense più longeva nella storia della televisione e nel 2025 è diventata la serie d'animazione per bambini più longeva della storia.
Dalla serie è stato tratto un film, intitolato SpongeBob - Il film, uscito nelle sale cinematografiche statunitensi nel 2004 e in quelle italiane nel 2005. La Paramount ha annunciato un secondo film, SpongeBob - Fuori dall'acqua, uscito nelle sale nel 2015, mentre un terzo film, chiamato SpongeBob - Amici in fuga è uscito nel 2020. Dalla serie sono stati tratti anche altri media, come libri, fumetti, videogiochi, merchandising e un musical omonimo di Broadway. Nel 2020 vengono annunciate due serie spin-off: Kamp Koral: SpongeBob al campo estivo (Kamp Koral: SpongeBob's Under Years; uscita il 4 marzo 2021 negli Stati Uniti e il 21 giugno dello stesso anno in Italia) e Lo show di Patrick Stella (The Patrick Star Show).

## Trama
La serie è ambientata a Bikini Bottom, una cittadina sul fondo dell'Oceano Pacifico popolata da creature marine antropomorfe che vivono in un mondo simile a quello umano, ed ha come protagonista SpongeBob SquarePants, una spugna marina sempre allegra e spensierata che vive numerose avventure in compagnia dei suoi amici Patrick Stella e Sandy Cheeks, la sua lumaca marina nonché suo animale domestico Gary, il suo burbero vicino di casa Squiddi Tentacolo, il suo capo Mr. Krab, il rivale in affari di quest'ultimo, ovvero Plankton, e di tanti altri personaggi.

## Personaggi

I personaggi principali della serie

- SpongeBob SquarePants: è il protagonista della serie. Una spugna di mare gialla dal carattere gentile, vivace e altruista, ma anche ingenuo e infantile. Tuttavia sa essere serio e deciso, ed è molto determinato a raggiungere i suoi obiettivi o impressionare i suoi amici. A volte, nonostante le sue buone intenzioni, causa accidentalmente problemi agli altri, soprattutto a Squiddi. Lavora come cuoco al Krusty Krab, attività in cui è straordinariamente abile.
- Patrick Stella: è una stella marina, migliore amico di SpongeBob ed il suo inseparabile compagno di avventure. È un tipo goloso, goffo, immaturo, disordinato e pigro. In alcuni episodi, Patrick ha problemi anche con i compiti più elementari e mostra poco senso comune o intelligenza, oltre ad avere scarsa memoria, dimenticandosi persino azioni istintive, ad esempio come si fa a mangiare. Nonostante ciò, è leale, altruista, socievole e ottimista; vuole molto bene ai suoi amici e tenta sempre di fare tutto il possibile per aiutarli, anche se spesso sono proprio i suoi aiuti a creare guai. È il protagonista della serie spin-off Lo show di Patrick Stella.
- Squiddi Tentacolo: è un polpo che vive vicino a SpongeBob e Patrick. È un tipo scontroso, irascibile, cinico, pretenzioso, egoista, sarcastico, serio e melodrammatico, che incolpa la società per i suoi fallimenti. Lavora come cassiere al Krusty Krab, mestiere che detesta assolutamente. Viene continuamente disturbato dalle azioni turbolente di SpongeBob e Patrick, e non nasconde mai il disprezzo che prova verso di loro; tuttavia SpongeBob e Patrick continuano a considerarlo loro amico, ignorando o non accorgendosi del suo odio. Nonostante ciò, lo stesso Squiddi dimostra in alcune occasioni di non poter fare a meno di loro due. Le sue passioni sono suonare il clarinetto, la danza, e l'arte, e in casa ha 492 autoritratti.
- Sandy Cheeks: è uno scoiattolo striato di sesso femminile e dalle origini texane che per respirare sott'acqua usa una tuta. La sua abitazione è una cupola in cui si può respirare solo aria e pratica numerosi sport estremi, tra cui il karate insieme a SpongeBob. Inoltre è anche una scienziata che si occupa dello studio delle forme di vita marine. Vuole molto bene a SpongeBob e Patrick, nonostante in certe occasioni li consideri dei combinaguai.
- Mr. Krab: è il padrone del Krusty Krab e creatore dei Krabby Patty. È un granchio estremamente avido, egoista e ossessionato dal denaro. Nonostante la sua avidità, è un personaggio di buon cuore e gentile nei confronti di SpongeBob, verso il quale agisce come una figura paterna, e vuole molto bene a sua figlia Perla, facendo di tutto per renderla felice. Il suo rivale è Plankton, un tempo suo migliore amico di infanzia.
- Plankton: è l'antagonista principale della serie. È un minuscolo copepode dotato di un'intelligenza geniale ma estremamente sfortunato, nonché proprietario del fast food Chum Bucket. È il nemico giurato di Mr. Krab, nonostante da bambini fossero migliori amici. Plankton cerca sempre di rubare la formula segreta del Krabby Patty per poter mandare all'aria il business del proprio rivale, di conseguenza mette a punto innumerevoli piani senza mai riuscire nel suo intento. Nelle stagioni più recenti è diventato tuttavia meno malvagio e più un antieroe, arrivando in molti episodi ad allearsi con Mr. Krab o SpongeBob quando devono affrontare un nemico comune.
- Karen Plankton: è la moglie di Plankton, un perspicace supercomputer senziente creato da lui stesso per aiutarlo a rubare la formula segreta del Krabby Patty.
- Perla Krab: è una capodoglio grigia, figlia adottiva di Mr. Krab. È la tipica adolescente viziata, snob e sempre alla moda.
- Signora Puff: è un pesce palla, insegnante di guida di SpongeBob. Non lo può sopportare perché guida sempre in maniera spericolata e incompetente, sperando quindi che egli riesca ad essere promosso per non averlo più tra i piedi.
- Gary: è l'animale domestico di SpongeBob, una lumaca di mare dal comportamento felino. È molto più intelligente del suo padrone, al quale cerca di dare avvertimenti e consigli, anche se quest'ultimo solitamente non gli dà retta.

## Episodi
| Stagione                 | Episodi | Prima TV USA  | Prima TV ITA  |
| ------------------------ | ------- | ------------- | ------------- |
| Prima stagione           | 20      | 1999-2001     | 2004          |
| Seconda stagione         | 20      | 2000-2002     | 2004          |
| Terza stagione           | 20      | 2001-2004     | 2004-2005     |
| Quarta stagione          | 20      | 2005-2007     | 2006          |
| Quinta stagione          | 20      | 2007-2009     | 2008-2009     |
| Sesta stagione           | 26      | 2008-2010     | 2009-2010     |
| Settima stagione         | 26      | 2009-2011     | 2010-2011     |
| Ottava stagione          | 26      | 2011-2012     | 2011-2014     |
| Nona stagione            | 26      | 2012-2017     | 2014-2017     |
| Decima stagione          | 11      | 2016-2017     | 2017-2018     |
| Undicesima stagione      | 26      | 2017-2018     | 2017-2019     |
| Dodicesima stagione      | 26      | 2018-2022     | 2019-2022     |
| Tredicesima stagione     | 26      | 2020-2023     | 2021-2023     |
| Quattordicesima stagione | 13      | 2023-2024     | 2024          |
| Quindicesima stagione    | 26      | 2024-in corso | 2024-in corso |
| Sedicesima stagione      | -       | -             | -             |

## Doppiaggio

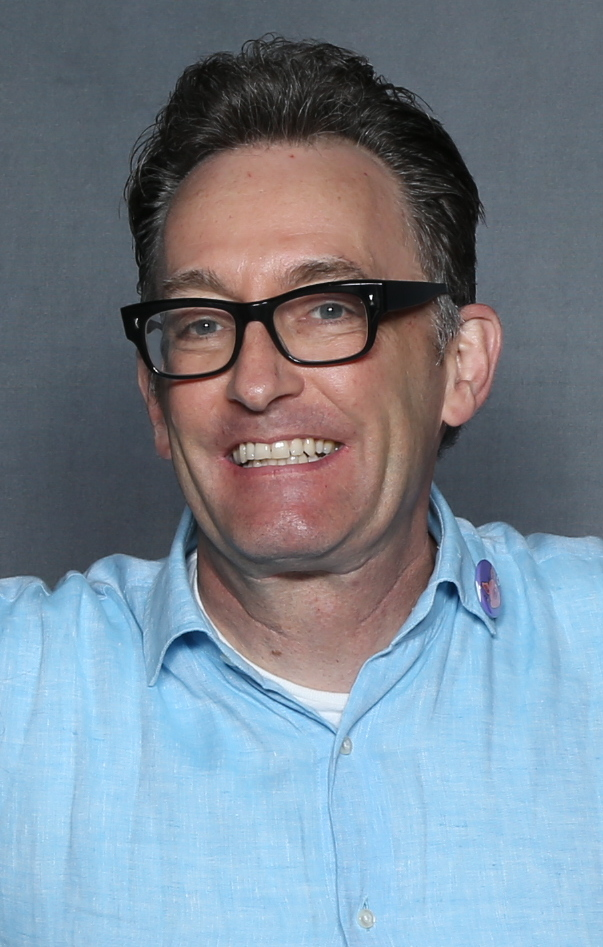
Tom Kenny, doppiatore originale di SpongeBob, Gary, il narratore, e interprete di Patchy il pirata

L'edizione italiana del cartone fu affidata alla Merak Film di Milano e, dopo la chiusura dell'azienda nel 2020, alla Erazero a partire dalla tredicesima stagione.
| Nome personaggio                         | Doppiatore originale                                                       | Doppiatore italiano |
| ---------------------------------------- | -------------------------------------------------------------------------- | --- |
| SpongeBob SquarePants                    | Tom Kenny                                                                  | Claudio Moneta Enzo Iacchetti (Fuga da Bikini Bottom, parte smemorata) Giorgio Bonino (Memorie dal Freezer) entrambi gli episodi sono stati ridoppiati da Moneta nelle repliche successive.                                               |
| Patrick Stella                           | Bill Fagerbakke                                                            | Pietro Ubaldi |
| Squiddi Tentacolo                        | Rodger Bumpass                                                             | Mario Scarabelli Claudio Moneta (ep. 14x05a, 14×06b) |
| Mr. Krab                                 | Clancy Brown                                                               | Mario Zucca |
| Sheldon J. Plankton                      | Mr. Lawrence                                                               | Riccardo Rovatti |
| Karen Plankton                           | Jill Talley                                                                | Diego Sabre (ep. 1x03) Stefania Patruno (ep. 1x10) Rosa Leo Servidio (st. 4+) Patrizia Scianca (ep. 4x06, 4x07a) Massimo Di Benedetto (ep. 4x18b)                                                                                         |
| Sandy Cheeks                             | Carolyn Lawrence                                                           | Laura Brambilla Jenny De Cesarei (SpongeBob - Il film) |
| Signora Puff                             | Mary Jo Catlett                                                            | Graziella Porta |
| Perla Krab                               | Lori Alan                                                                  | Rosa Leo Servidio Anna Bonel (ep. 1x15) |
| Gary                                     | Tom Kenny                                                                  | Federico Danti (st. 1-6) Pietro Ubaldi (st. 7-12) Tom Kenny (originale) (st. 13+) |
| Patchy il pirata                         | Tom Kenny                                                                  | Lorenzo Scattorin (st. 2-8) Gianluca Iacono (ep. 4x03) Claudio Moneta (st. 10+) |
| Potty il pappagallo                      | Stephen Hillenburg (st. 2-3) Paul Tibbitt (st. 5-8) Mr. Lawrence (st. 10+) | Diego Sabre (st. 5-8) Graziano Galoforo (ep. 12x13-14) Patrizio Prata (st. 13+) |
| Narratore                                | Tom Kenny                                                                  | Federico Danti Claudio Moneta Claudio Beccari Mattia Bressan Riccardo Rovatti Stefano Albertini Luca Bottale |
| Olandese Volante                         | Bryan Doyle-Murray                                                         | Riccardo Lombardo (voce principale) Sergio Romanò (ep. 1x17, 2x01, 11x05) Matteo Zanotti (ep. 5x08) Paolo Sesana (ep. 6x11) Federico Danti (ep. 7x07) Giorgio Bonino (ep. 11x17) Claudio Moneta (ep. 12x18) Oliviero Corbetta (ep. 13x26) |
| Waterman                                 | Ernest Borgnine                                                            | Antonio Paiola |
| Supervista                               | Tim Conway                                                                 | Diego Sabre |
| Nettuno                                  | John O'Hurley (serie animata) Jeffrey Tambor (SpongeBob - Il film)         | Oliviero Corbetta (ep. 1x19) Alessandro Maria D'Errico (ep. 6x26) Marco Pagani (ep. 10x07) Giorgio Bonino (ep. 11x15) Saverio Indrio (SpongeBob - Il film)                                                                                |
| Squilliam Fancyson III / Squilly Elegant | Dee Bradley Baker                                                          | Mario Scarabelli |
| Larry l'aragosta                         | Mr. Lawrence                                                               | Diego Sabre (st. 1-9) Marco Pagani (ep. 10x05) Luca Bottale (ep. 10x06, 10x10, 12x20) Alessandro Zurla (ep. 10x11-st. 11) Matteo Brusamonti (ep. 11x23) Claudio Colombo (ep. 13x01) Patrizio Prata (st. 13+)                              |
| Pesce Citrullo (Bubble Bass)             | Dee Bradley Baker                                                          | Tony Fuochi (ep. 1x06) Marco Pagani (ep. 9x23) Matteo Brusamonti (st. 11+) |
| Kevin il cetriolo                        | Dee Bradley Baker                                                          | Giovanni Battezzato (ep. 2x10) Mosè Singh (st. 13+) |
| Man Ray                                  | John Rhys-Davies (st. 2-3) Bob Joles (st. 5+)                              | Claudio Parachinetto (st. 2-3) Lorenzo Scattorin (st. 5-6) Marco Balzarotti (ep. 7x09) Claudio Moneta (ep. 8x24, 13x10) Cesare Rasini (ep. 9x02) Giorgio Bonino (ep. 11x04)                                                               |
| NonnoPat Stella                          | Dana Snyder                                                                | Antonio Paiola |

### Guest star
Oltre al cast principale, gli episodi originali della serie presentano spesso voci di guest star di varie professioni. Tra le voci ricorrenti figurano: Ernest Borgnine, che ha doppiato Waterman dal 1999 fino alla sua morte nel 2012; Tim Conway come voce di Supervista dal 1999 fino alla sua morte nel 2019; Brian Doyle-Murray come voce dell'Olandese Volante; e Marion Ross nei panni della nonna di SpongeBob.
Sono inoltre degni di nota i vari cameo vocali e fisici in alcuni episodi, ad esempio: il cantante David Bowie ha doppiato il re di Atlantide in SpongeBob e l'amuleto di Atlantide; John Goodman ha doppiato Babbo Natale nello special "Il Natale di SpongeBob"; Johnny Depp ha dato la voce a JKL nell'episodio "SpongeBob e la grande onda, e nella stessa puntata compare fisicamente il musicista Davy Jones; e Victoria Beckham ha doppiato la regina Anfitrite nell'episodio "La ribellione di Tritone".
In italiano, l'attore e conduttore Enzo Iacchetti ha doppiato SpongeBob nella puntata "Fuga da Bikini Bottom" nelle parti in cui perde la memoria. Per le repliche il personaggio è stato ridoppiato da Claudio Moneta. Nell'episodio "SpongeBob e la grande onda", nella versione italiana il personaggio di JKL, doppiato in originale da Johnny Depp, ha la voce di Nicolas Vaporidis.

## Ambientazione

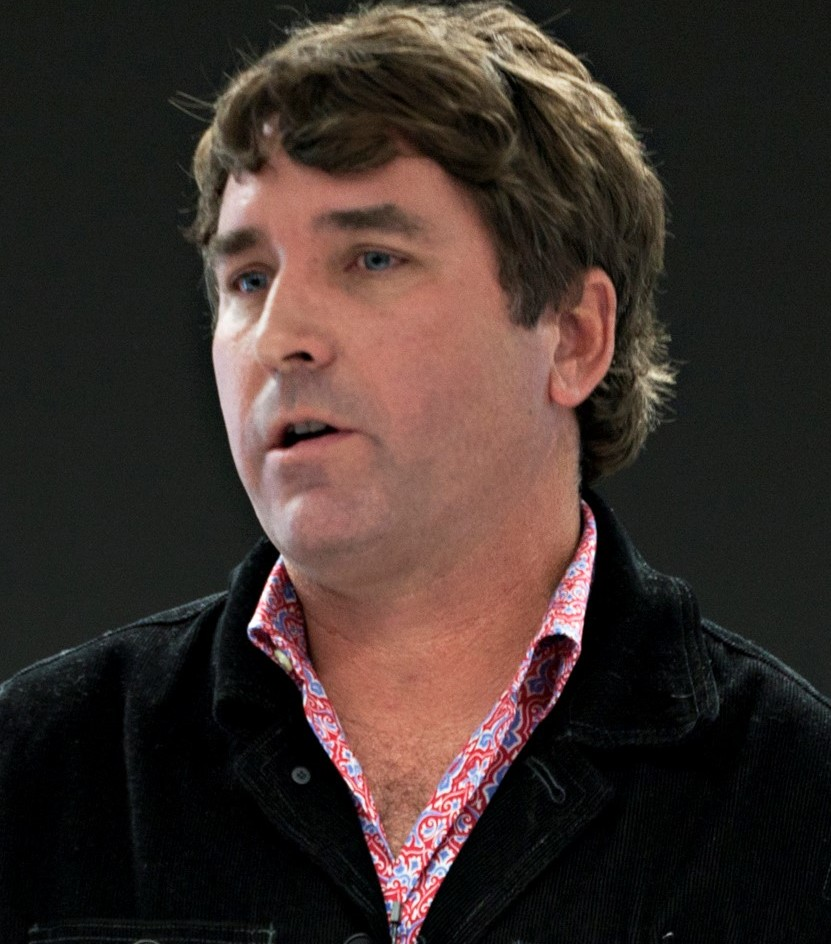
Stephen Hillenburg, il creatore della serie

### Bikini Bottom
Bikini Bottom è una città situata sul fondo dell'Oceano Pacifico ed è abitata da creature marine antropomorfe in cui è ambientata la maggior parte degli episodi. Bikini Bottom ha ristoranti, locali, negozi e abitazioni di diverso tipo come appartamenti, ville e altro ancora. Le creature marine che l'abitano hanno uno stile del tutto identico a quello umano, pur vivendo sotto il mare. Ci sono anche stadi, parchi di divertimento e strutture ricreative. Tutti i personaggi principali della serie vivono a Bikini Bottom, tra cui SpongeBob, il suo vicino di casa Squiddi Tentacolo e il suo migliore amico Patrick (al 120 di Via Conchiglia). Via Conchiglia taglia a metà la città e si interseca con Corso Supervista e Via Corallo. La città è divisa in vari quartieri e sobborghi tra cui la zona industriale, Goo Lagoon con le sue grotte, le montagne di sabbia, il campo delle Meduse, la Kelp Forest (con varie aree e grotte). La città ha 2 cimiteri.
Il nome Bikini Bottom è un chiaro gioco di parole, in quanto in inglese può alludere al fondo (marino) di una località di nome Bikini (con riferimento al noto atollo di Bikini), ma è anche il termine per riferirsi alla parte inferiore di un bikini, ossia le mutandine del costume.

### Rock Bottom
Rock Bottom è una città sottomarina buia e tenebrosa situata al fondo di una scogliera di 90 gradi che appare per la prima volta nell'omonimo episodio. In questa puntata SpongeBob sale sul pullman sbagliato e si ritrova in una misteriosa regione marina, Rock Bottom. Patrick prende un pullman per tornare a Bikini Bottom ma SpongeBob non ha la stessa fortuna. Gli abitanti della città sono pesci strambi e inquietanti, alcuni dei quali si teletrasportano e parlano attraverso delle pernacchie; Rock Bottom contiene dei lampioni della luce, una stazione degli autobus, dei bagni pubblici, un distributore di merendine, una fermata del pullman, un centro commerciale (anche esso contiene un distributore di merendine), un circo, un cimitero e le case degli abitanti della città.

### Krusty Krab

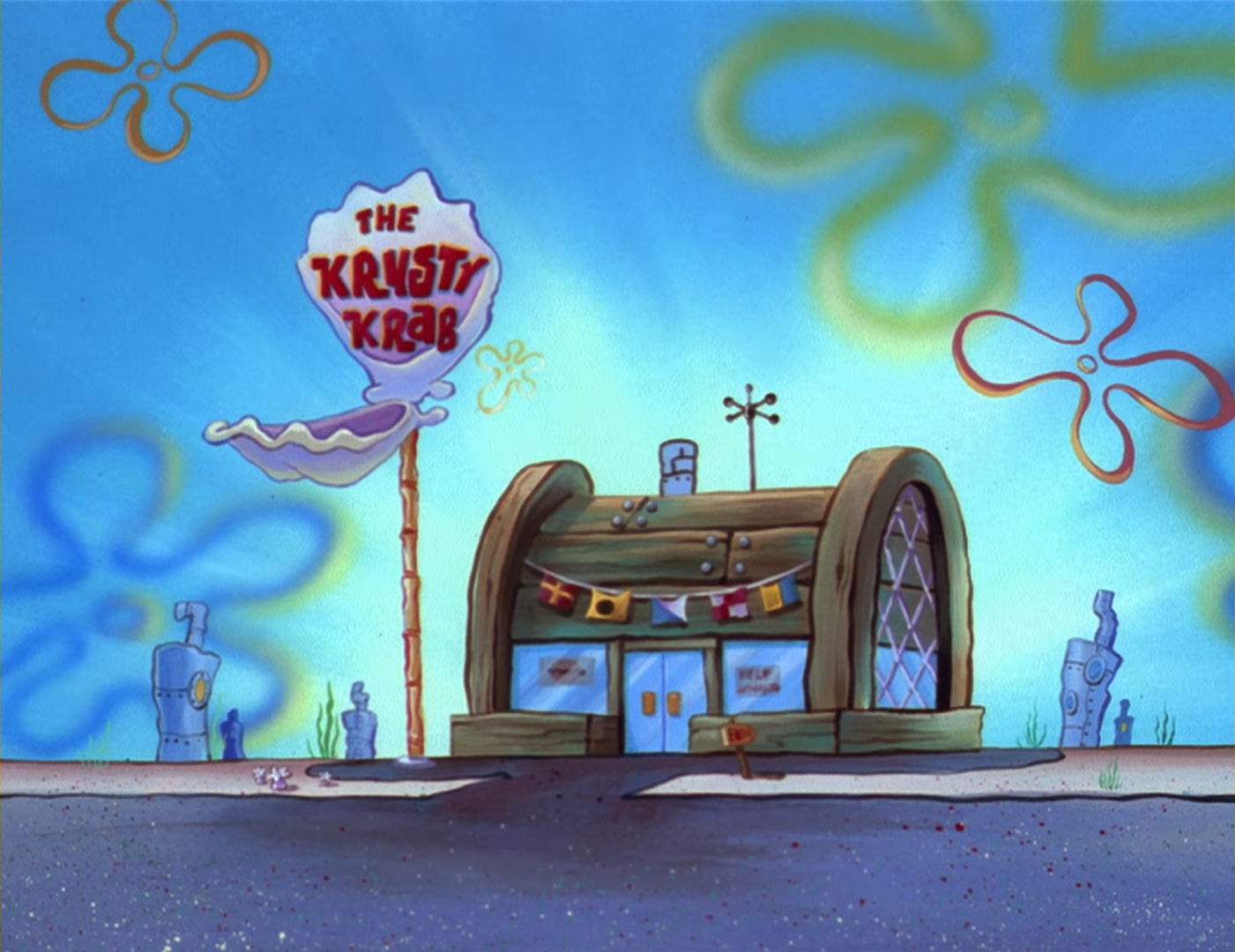
Il Krusty Krab, locale fast-food dove viene servito il celebre Krabby Patty

Il Krusty Krab è un ristorante fast food. Il direttore del fast food è Mr. Krab, che nutre interessi esclusivamente nei confronti del denaro. I dipendenti sono SpongeBob ai fornelli e Squiddi alle ordinazioni. Il prodotto più importante del Krusty Krab è il Krabby Patty, un hamburger che garantisce un glorioso successo al locale, ma sono disponibili anche altre pietanze.
In SpongeBob - Il film, compare invece il Krusty Krab 2, aperto da Mr. Krab esattamente di fianco al primo per raddoppiare le vendite e affidato in direzione inizialmente a Squiddi e successivamente a SpongeBob. È identico in tutto e per tutto al Krusty Krab originale, l'unica differenza è un grande "2" che spicca sopra il locale.
A causa di un errore di adattamento italiano di una frase detta da SpongeBob, viene fatto intendere all'inizio dell'episodio della prima stagione "Tutta colpa dei sottaceti" doppiato in italiano che i Krabby Patty sono hamburger di carne direttamente da mucche da allevamento, ma i Krabby Patty sono sempre stati concepiti come un prodotto non di origine animale.
È stato ispirato dal periodo in cui il creatore della serie Stephen Hillenburg ha lavorato come cuoco friggitore in un fast food di pesce durante l'estate per diversi anni dopo aver terminato il liceo. Il design dell'edificio è basato su una trappola per aragoste.

#### Il Krabby Patty

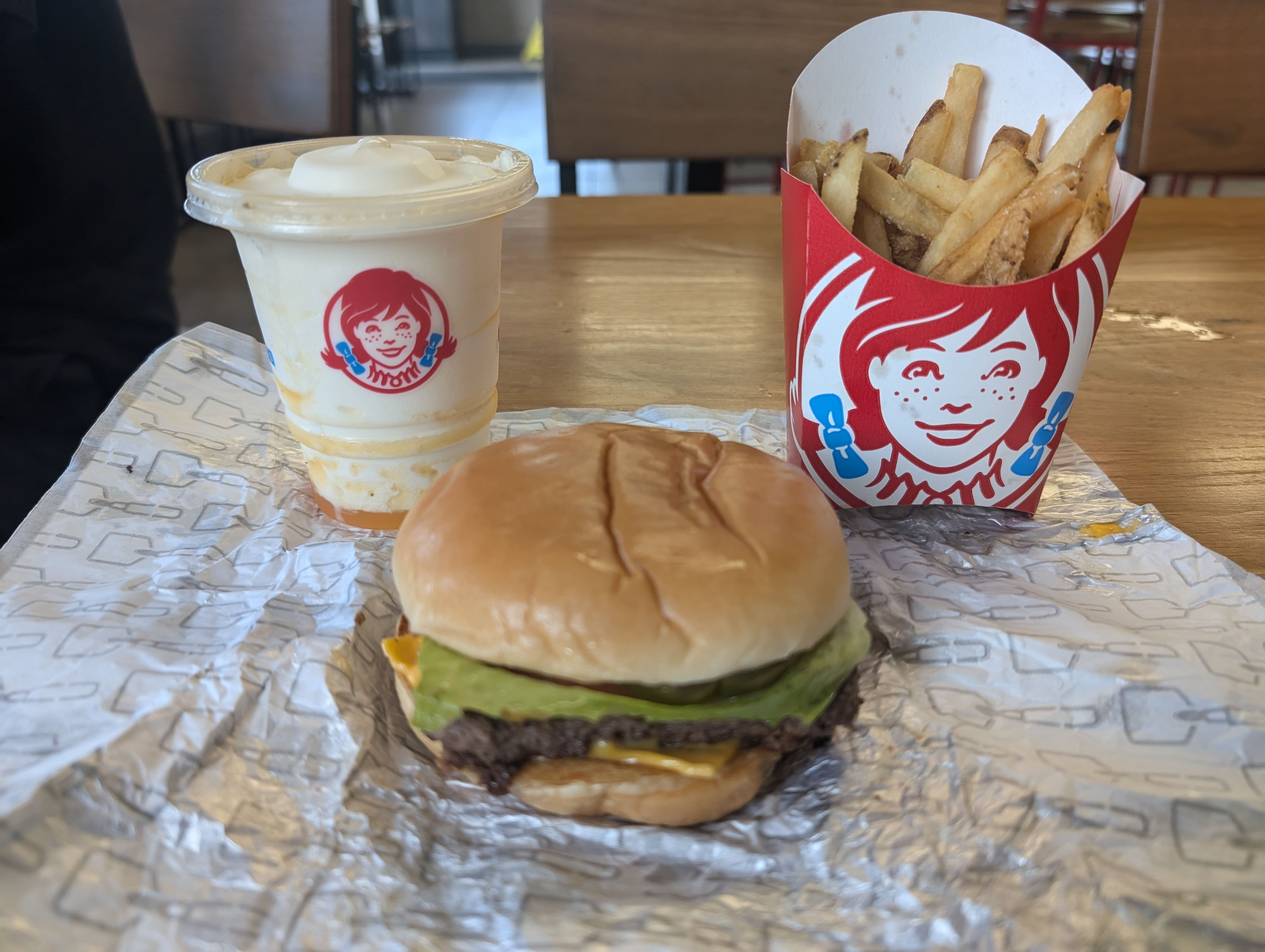
Il Krabby Patty di Wendy's servito durante la celebrazione del 25° anniversario di Spongebob

Creato da Mr. Krab e dal suo acerrimo nemico Plankton, nell'episodio "L'infanzia di Krab e Plankton" infatti viene rivelato che i due hanno creato il Krabby Patty per competere con un ristorante che viola le norme igienico sanitarie chiamato Stinky Burgers, è il cibo distintivo del ristorante e l'hamburger più famoso di Bikini Bottom. La formula è un segreto industriale gelosamente custodita e i vani tentativi del rivale Plankton di acquisire la formula segreta sono un tema ricorrente in tutta la serie e a causa della mancanza di concorrenza valida, Mr. Krab è generalmente libero di attuare una speculazione sul prezzo, una pratica che è noto fare durante la serie.
Esso è composto da pane, hamburger, sottaceti, lattuga, pomodori, formaggio, ketchup, senape e cipolle. Può anche contenere uno o più ingredienti segreti secondo una precisa formula segreta, anche se detta formula non è mai stata rivelata.
Per celebrare il 25° anniversario della serie, la catena di fast food Wendy's ha offerto un hamburger Krabby Patty a tempo limitato in un menu speciale come parte della sua promozione "Krabby Patty Kollab" dall'8 ottobre all'11 novembre 2024. La collaborazione ha attirato critiche da parte di alcuni fan dello show perché Hillenburg aveva concepito il Krabby Patty come un hamburger vegetariano, mentre la versione di Wendy's conteneva polpette a base di manzo tipiche della catena, e si è personalmente opposto all'uso dei suoi personaggi (e dei personaggi animati in generale) per commercializzare prodotti di fast food per bambini, avendo affermato che i ristoranti che realizzano collegamenti di marketing con lo show non dovrebbero commercializzare prodotti alimentari come se fossero veri piatti del Krusty Krab o far apparire i personaggi a contatto con il cibo.

### Chum Bucket
Il Chum Bucket è un fast food di Bikini Bottom. Il locale è l'unico "rivale" del Krusty Krab, gestito da Sheldon J. Plankton e da sua moglie Computer Karen, ma anche la base segreta per tutte le operazioni di Plankton. Il locale è sempre vuoto (raramente si notano clienti) ed anche molto sporco, maleodorante e decadente; praticamente in disuso, tuttavia nelle stagioni più recenti sembra essere stato pulito dato che più che un ristorante ora è la casa di Plankton e Karen. Il locale è un enorme edificio a forma di secchio sul quale compare l'insegna "Chum Bucket", letteralmente "Secchio delle esche".

## Edizione italiana
L'edizione italiana della serie venne trasmessa in prima visione su Italia 1 dal 30 agosto 2004 per le prime sette stagioni, per poi passare a Nickelodeon dal 24 dicembre dello stesso anno. Le repliche in chiaro sono andate in onda su Boing dall'aprile 2011 e su Super!, con anche degli episodi inediti, dal giugno 2012. Nel 2024 le stagioni 12 e 13 sono andate in onda su Comedy Central. 
Nella versione italiana, per motivi collegati alla durata dell'episodio e quindi alla messa in onda dello spazio pubblicitario, sono state accorciate alcune canzoni, ad esempio: nel primo episodio, "Cercasi aiuto", è stata tenuta solo la prima parte della scena in cui SpongeBob prepara i Krabby Patty con in sottofondo "Livin' in the Sunlight, Lovin' in the Moonlight" di Tiny Tim; e nell'episodio 2b della prima stagione, "Pantaloni strappati", dove viene lasciata soltanto la parte iniziale in cui SpongeBob canta e poi il resto della canzone viene tagliata. Altre canzoni sono state invece completamente rimosse, come nel finale dell'episodio "La banda" in cui Squiddi fa vedere a Squilliam il concerto ("Sweet Victory" di David Glen Eisley); nell'episodio "Benvenuto al Chum Bucket" in cui SpongeBob e Mr. Krab cantano ("This Grill Is Not A Home"); e nell'episodio "SpongeBob preistorico" in cui il cavernicolo si mette a cantare con il robot ("When Worlds Collide"). In alcuni casi sono state tagliate anche parti non musicali, come ad esempio l'intera sequenza live action del trattamento spugna al termine della puntata "L'attacco di schiuma".

### Sigla
La sigla originale è cantata da Patrick Pinney, ed è ispirata al canto marinaresco Blow the Man Down. Su Italia 1 e Boing per le prime sette stagioni viene usata come sigla iniziale una versione strumentale dell'originale (usata anche per l'ottava stagione) e con alcune modifiche all'animazione presenti anche nella versione francese, spagnola, coreana e gallese. Ad esempio le parti dove compare il titolo originale sono sostituite dalla figura di SpongeBob, non avviene lo zoom finale sul protagonista, e il logo con un disegno di SpongeBob è sostituito da uno circondato dai personaggi principali. L'unica parte tradotta è quella iniziale, con il capitano doppiato da Riccardo Rovatti. Su Nickelodeon viene invece utilizzata la sigla cantata con lo sfondo originale inglese. Su Super! viene usata la stessa sigla di Italia 1 e Boing, ma in alcuni episodi viene sostituita con l'originale cantata usata anche su Nickelodeon. Dall'ottava stagione in poi la sigla torna con lo sfondo originale e dalla nona stagione vengono ripristinati i testi. Su tutte le reti come sigla finale viene usata quella originale, composta da Steve Belfer, che viene variata esclusivamente nelle puntate con la partecipazione di Patchy il pirata e Potty il pappagallo.
Nell'edizione pubblicata in VHS e in DVD la sigla è la medesima utilizzata sui canali Mediaset, tuttavia quella d'apertura viene impiegata esclusivamente nel primo episodio e quella di chiusura al termine dell'ultimo presente nella cassetta o nel disco.
Solo nella decima stagione, la sigla italiana era cantata da Marco Carta durante le prime TV, ma poi è stata sostituita dalla sigla originale americana.
A partire dalla puntata speciale in due parti Una grandiosa festa di compleanno della dodicesima stagione che ha celebrato il 20º anniversario della serie, e per le successive puntate, a cantare la sigla nell'edizione italiana è stato chiamato un giovane cantante visto allo Slime Festival di Nickelodeon: Matteo Markus Bok.
Dalla tredicesima stagione la sigla dell'edizione italiana è cantata da Claudio Moneta, che per l'occasione riveste anche il ruolo del capitano.

## Accoglienza

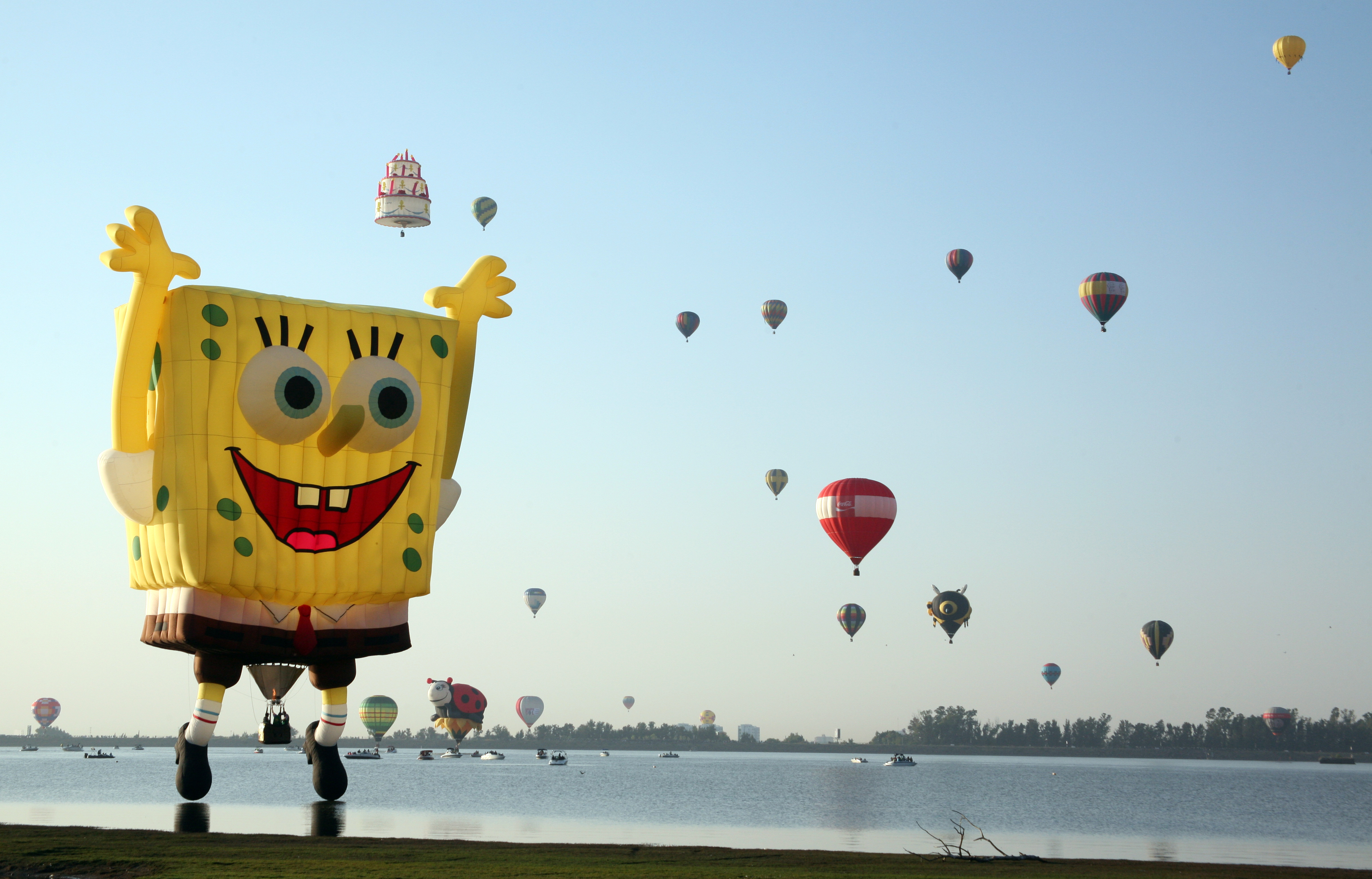
Pallone gonfiabile sembiante SpongeBob durante l'Hot air balloon festival di León, Messico

### Critica
SpongeBob è stato globalmente acclamato dalla critica. I critici televisivi Alan Sepinwall e Matt Zoller Seitz l'hanno classificata sul libro "TV (The Book)" come la ventiduesima più grande serie televisiva americana di tutti i tempi. James Poniewozik della rivista Time ha descritto il protagonista omonimo come "l'anti-Bart Simpson, caratterialmente e fisicamente: la sua testa è squadrata e ordinata come quella di Bart è indisciplinata, e ha una personalità da abbinare: coscienzioso, ottimista e cieco nei confronti del difetti del mondo e di coloro che lo circondano."
La serie ha anche ottenuto buoni riscontri per i suoi contenuti adatti sia ad un pubblico giovane che adulto; ad esempio, Laura Fries di Variety ha descritto la serie come "un fumetto ponderato e inventivo su una spugna marina disperatamente ottimista e resistente [...] Priva dei doppi sensi diffusi nell'animazione di oggi, questa è roba puramente per bambini [...] Tuttavia, questo non vuol dire che SpongeBob sia semplicistico o addirittura giovanile. È affascinante e stravagante, ma abbastanza intelligente da attirare anche adolescenti e ragazzi in età universitaria." Il critico Joyce Millman del New York Times ha scritto che SpongeBob "è intelligente senza essere impenetrabile per i giovani spettatori e goffo senza annoiare gli adulti fino alle lacrime. È il cartone più affascinante della televisione e uno dei più strani."
Robert Thompson, professore di comunicazione e direttore del Center for the Study of Popular Television presso la Syracuse University, ha dichiarato sul New York Times: "C'è qualcosa di unico [in SpongeBob]. Sembra essere un respiro rinfrescante dall'era preironica. Non c'è il senso dell'estetica ironica che permea così tanto il resto della cultura americana, compresi gli spettacoli per bambini come i Rugrats. Penso che la cosa sovversiva sia che è così incredibilmente ingenua, deliberatamente. Poiché non c'è niente in esso che cerchi di essere trendy o cool o qualsiasi altra cosa, l'hipness può essere innestato su di esso."
In un'intervista del 2007, Barack Obama ha dichiarato che SpongeBob è il suo personaggio televisivo preferito.

### Controversie
Nel 2005, un video online che mostrava clip di SpongeBob e altri cartoni per bambini con in sottofondo la canzone We Are Family per promuovere la diversità e la tolleranza, è stato attaccato da un gruppo evangelico negli Stati Uniti, i quali hanno visto il cartone come mezzo per sostenere l'omosessualità. James Dobson di Focus on the Family ha accusato il video per lo stesso motivo perché sponsorizzato da un gruppo pro-tolleranza. L'evento fece sorgere la domanda se SpongeBob fosse gay, sebbene il creatore della serie Stephen Hillenburg lo avesse negato tre anni prima, definendo il personaggio come "un po' asessuale". Dopo i commenti di Dobson, Hillenburg ha riaffermato la sua posizione, affermando che la preferenza sessuale del protagonista non avesse un ruolo fondamentale nella serie. Dobson in seguito ha detto che i suoi commenti sono stati presi fuori contesto e le sue lamentele originali non riguardavano SpongeBob, il video o qualsiasi altro personaggio nel video, ma l'organizzazione che ha sponsorizzato il video, la We Are Family Foundation; Dobson ha anche detto che essi avevano pubblicato materiale pro-gay sul loro sito web, ma che in seguito lo rimossero. Dopo la controversia, John H. Thomas, ministro e presidente generale della Chiesa unita di Cristo, ha detto che avrebbero accolto SpongeBob nel loro ministero, e che "Gesù non ha allontanato le persone. Nemmeno noi".
Il teorico queer Jeffery P. Dennis ha sostenuto che SpongeBob e Sandy non fossero innamorati, ma ha aggiunto che credeva che SpongeBob e Patrick fossero "accoppiati con un'intensità probabilmente erotica". Il sito web ucraino Family Under the Protection of the Holy Virgin (descritto come un gruppo "cattolico marginale" dal Wall Street Journal) ha criticato la serie per la sua presunta "promozione dell'omosessualità". Lo stesso gruppo ha cercato di bandire la serie dal paese, insieme a molti altri cartoni popolari. Le domande sulla sessualità di SpongeBob sono riemerse nel 2020 dopo che l'account Twitter ufficiale di Nickelodeon ha pubblicato un'immagine del personaggio con la bandiera arcobaleno e un testo che celebrava la comunità LGBTQ durante il Pride Month. Sebbene il post non facesse alcuna affermazione sull'orientamento sessuale di SpongeBob, numerosi utenti hanno risposto sui social media sostenendo che avevano già i loro sospetti che il personaggio potesse essere gay o riaffermando la descrizione dell'asessualità di Hillenburg.
Nell'aprile 2009, Burger King ha rilasciato una pubblicità a tema SpongeBob con una parodia della canzone "Baby Got Back" di Sir Mix-a-Lot. La CCFC (Campaign for a Commercial-Free Childhood) protestò contro l'annuncio, definendolo sessista e inappropriatamente sessuale, soprattutto considerando che la fanbase di SpongeBob include anche bambini piccoli. Nelle dichiarazioni ufficiali rilasciate da Burger King e Nickelodeon, entrambe le società hanno affermato che la campagna era rivolta ai genitori.
Uno studio del 2011 condotto presso l'Università della Virginia, pubblicato sulla rivista Pediatrics, ha suggerito che consentire al pubblico in età prescolare di guardare la serie ha causato interruzioni a breve termine nella funzione mentale e nella capacità di attenzione a causa di frequenti cambi di inquadratura, rispetto ai gruppi di controllo che guardavano Caillou e disegnavano immagini. Un dirigente di Nickelodeon ha risposto in un'intervista che la serie non era destinata a un pubblico di quell'età e che lo studio utilizzava "una metodologia discutibile e non poteva fornire la base per risultati validi di cui i genitori potessero fidarsi". Nel 2014, il ministro dell'Istruzione del Kazakistan, Zabira Orazalieva, ha ritenuto lo show troppo violento per i bambini, etichettando il protagonista come un "teppista egocentrico" che "infligge regolarmente violenza ad altri nella sua comunità e sembra godere di ciò".
Anche alcuni episodi della serie sono stati oggetto di controversie. Il Parents Television Council ha affermato che l'episodio della seconda stagione "Una brutta parola" fosse un tentativo implicito di promuovere e satirizzare l'uso di parolacce tra i bambini. Gli episodi "La protesta di SpongeBob" e "Vendesi ristorante" sono stati criticati per aver promosso l'ambientalismo e la politica di sinistra a causa della loro rappresentazione negativa del grande business. L'episodio "SpongeBob cerca lavoro" ha causato ampie polemiche e acceso un dibattito politico per la sua rappresentazione della disoccupazione; dopo che Fox News e il New York Post hanno commentato l'episodio, la Media Matters for America ha accusato le due organizzazioni di aver utilizzato l'episodio come mezzo per "attaccare la rete di sicurezza sociale". Questa dichiarazione venne ripresa da Al Sharpton, il quale affermò che il "nuovo eroe" dei conservatori fosse "una spugna che vive in un ananas sotto il mare".
Nel marzo 2021, gli episodi "Una serata folle" (terza stagione, 2003) e "Tutti in quarantena!" (dodicesima stagione, 2021) sono stati censurati da Nickelodeon e rimossi dalla piattaforma streaming Paramount+. Il primo, definito da un rappresentante della Nickelodeon come "poco adatto ai bambini", è stato presumibilmente rimosso per la scena del "ruba-mutande", una sorta di party raid che costringe i protagonisti ad irrompere nei guardaroba femminili e rubare loro le mutande. Il secondo invece, in cui il Krusty Krab viene messo in quarantena per un misterioso virus, è stato rimosso per le sue similitudini (tuttavia non intenzionali) con la pandemia di COVID-19.

### Calo di popolarità
Dopo la fine della terza stagione e l'uscita del primo film, venne ignorata la volontà di Stephen Hillenburg, il creatore della serie, di mettere fine alla show, così dopo che si dimise e uscì la quarta stagione, i fan e i media notarono un calo di qualità degli episodi, notevole nella seconda metà; dalla quinta stagione ma soprattutto tra la sesta e l'ottava, la popolarità della serie era notevolmente calata, con diversi fan che smisero di seguire le nuove stagioni o che addirittura abbandonarono la serie dopo aver visto episodi come Un amico per Gary, Patrick lumaca-sitter o Un pasto indigesto. Per molti fan, questo fu il periodo della flanderizzazione, ossia in cui i personaggi principali, a causa dei diversi scrittori, finivano spesso per essere stravolti e i loro difetti peggiorati, e i fan criticarono SpongeBob per essere diventato troppo irritante, così come l'esagerazione della stupidità di Patrick e dell'avidità di Mr. Krab, nonché l'uso di sarcasmo nero e di primi piani disturbanti, un umorismo non divertente come nelle precedenti stagioni, e altri episodi furono invece accusati di torturare Squiddi, Gary e Plankton. In qualche episodio, i personaggi agivano anche fuori dal personaggio. A peggiorare le cose, le stagioni tra la quinta e la settima erano ancora in onda nello stesso periodo (tra il 2007 e il 2009), risultando così in episodi non eseguiti bene, frettolosi o criticati costantemente, come quelli sopracitati. Tuttavia, con la nona stagione, tornò Stephen Hillenburg e i personaggi non risentirono più di questa esagerazione dei difetti. Questo diede inizio a un periodo di ripresa per la serie, almeno fino alla morte dello stesso Hillenburg avvenuta il 26 novembre 2018.

## Influenza culturale

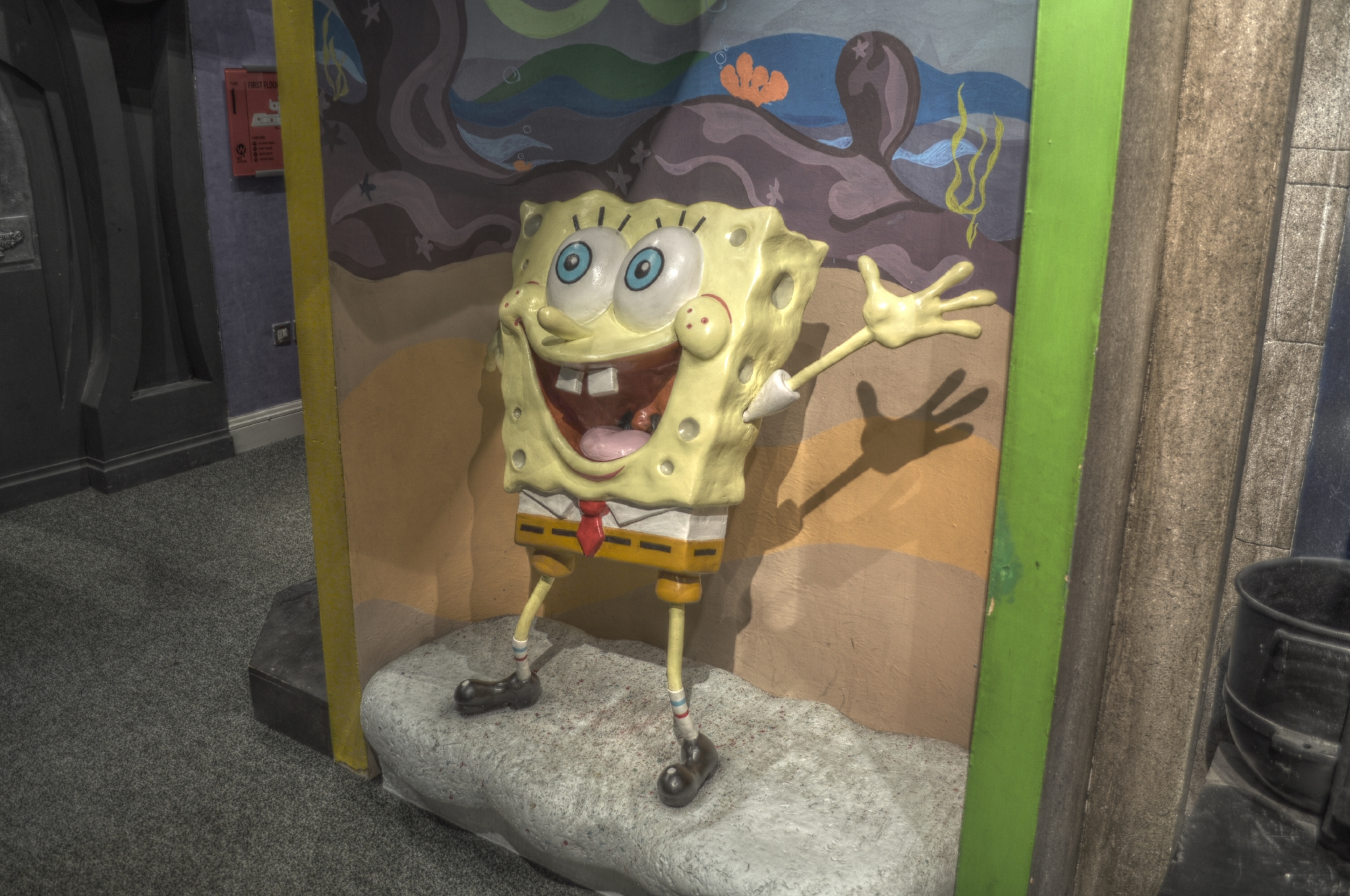
Statua in ceroplastica di SpongeBob al National Wax Museum Plus di Dublino, Irlanda

La grande popolarità del cartone animato si riflette nelle numerose citazioni e apparizioni che esso fa in altre opere televisive e cinematografiche e in alcune canzoni, video musicali e audio.
Nel luglio 2009, il museo delle cere Madame Tussauds di New York ha prodotto una scultura in cera di SpongeBob per celebrare il decimo anniversario della serie, rendendolo il primo personaggio animato ad avere una statua scolpita interamente in cera. Nel maggio 2011, una nuova specie di fungo, Spongiforma squarepantsii, prese il nome dal personaggio.
SpongeBob divenne anche una moda in Piazza Tahrir in Egitto; dopo la rivoluzione egiziana del 2011, SpongeBob divenne un fenomeno su larga scala nel paese, apparendo su vari articoli di merchandising, dagli hijab ai boxer. Il fenomeno ha portato alla creazione di un progetto Tumblr chiamato SpongeBob on the Nile ("SpongeBob sul Nilo"), fondato dagli studenti americani Andrew Leber ed Elisabeth Jaquette con lo scopo di documentare ogni apparizione di SpongeBob in Egitto. Sherief Elkeshta ha citato il fenomeno in un saggio sullo stato incoerente della politica egiziana sul giornale mensile indipendente Midan Masr, scrivendo: "Perché [SpongeBob] non tiene almeno una molotov? O alza un pugno?" Il fenomeno si è diffuso anche in Libia, dove un ribelle libico vestito da SpongeBob è stato fotografato mentre celebrava la rivoluzione. Sebbene The Guardian e Vice affermino che la tendenza abbia poco o nessun significato politico, sono state intraprese varie campagne presidenziali "scherzose" per SpongeBob in Egitto e in Siria.

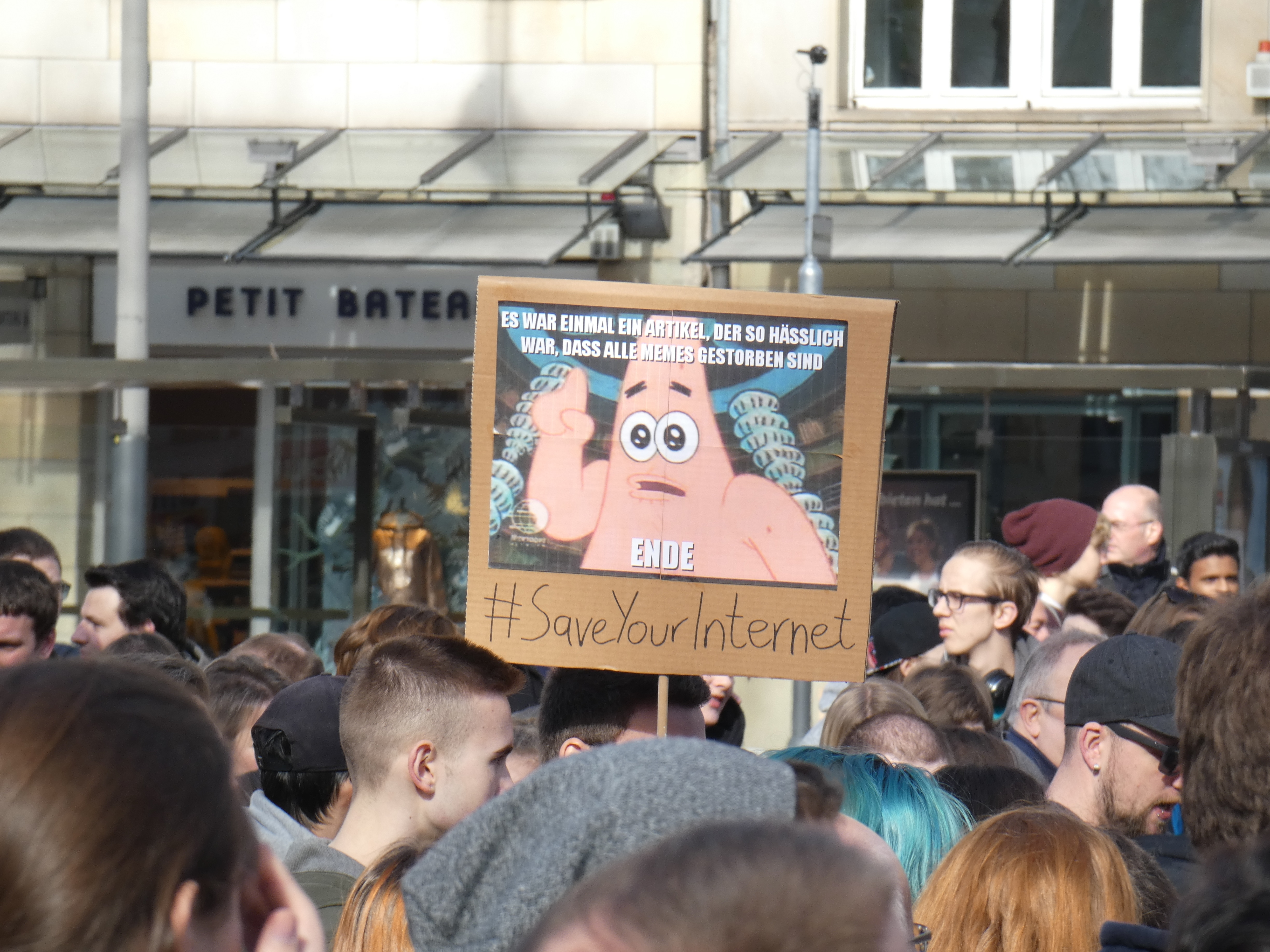
Uno dei numerosi meme tratti dalla serie mostrato durante una protesta all'articolo 13 della Proposta di direttiva.

Nel febbraio 2013, è stata pubblicata su YouTube una clip con dei soldati dell'esercito e marina russa mentre cantano la sigla di SpongeBob durante una marcia. Il sito web che ha caricato il video l'ha definita come "una delle canzoni di marcia più popolari nell'esercito russo". Il video ha ottenuto circa 50.000 visualizzazioni nella prima settimana.
Dalla serie sono spesso stati estrapolati frame che, attraverso internet, si sono trasformati in veri e propri meme. La cultura dei meme che ruota intorno alla serie ha persino avuto effetti sul merchandising della stessa: sono infatti state prodotte in occasione del ventesimo anniversario del brand alcune action figure che rappresentano i meme più famosi nati in seno alla serie.
Nel 2018 è stata lanciata una petizione sul sito Change.org da un fan della serie, in cui si richiedeva la riproduzione di Sweet Victory, brano suonato dalla Bikini Bottom Super Band nell'episodio La banda (2x15, secondo episodio), all'halftime show del Super Bowl LIII per onorare la morte di Stephen Hillenburg, creatore della serie. La NFL e la CBS hanno deciso di trasmettere un estratto introduttivo del brano nel corso del concerto, come transizione da This Love dei Maroon 5 a Sicko Mode di Travis Scott.

## Opere derivate

### Film
- SpongeBob - Il film (2004)
- SpongeBob - Fuori dall'acqua (2015)
- SpongeBob - Amici in fuga[90] (2020)
- SpongeBob - Un'avventura da pirati[91][92][93] (2025)

### Film spin-off
- Saving Bikini Bottom[94][95] (2024)
- Plankton: Il film[96][97][98] (2025)

### Musical
- SpongeBob SquarePants

### Videogiochi
Dalla serie televisiva sono stati tratti numerosissimi videogiochi. Alcuni di essi sono tratti da episodi speciali o film (ad esempio SpongeBob's Atlantis SquarePantis e SpongeBob SquarePants: Il film), altri possiedono invece una trama realizzata indipendentemente (come SpongeBob SquarePants: Battle for Bikini Bottom, SpongeBob SquarePants: Il vendicatore in giallo, SpongeBob SquarePants: La creatura del Krusty Krab, SpongeBob: La vendetta robotica di Plankton e SpongeBob SquarePants: Battle for Bikini Bottom - Rehydrated). SpongeBob: Ciak si gira! è, per ora, l’unico gioco arcade.
Degni di nota sono inoltre i crossover con altre serie animate di Nickelodeon di genere party o sportivo detta la serie Nicktoons (come Nicktoons Racing, Nickelodeon Party Blast, Nicktoons Nitro, Nicktoons Basketball, Nicktoons MLB ecc.) in cui i protagonisti interagiscono con personaggi di serie come Rugrats, Hey Arnold, CatDog, The Ren & Stimpy Show, Due fantagenitori, Danny Phantom, Invader Zim, Avatar - La leggenda di Aang, T.U.F.F. Puppy, Jimmy Neutron, Fanboy & Chum Chum e molti altri. Parte di questi sono platform facenti parte della serie SpongeBob e i suoi amici (Nicktoons), composta da SpongeBob e i suoi amici - Tutti per uno, uno per tutti!, SpongeBob e i suoi amici - Battaglia sull'isola del vulcano, SpongeBob e i suoi amici - Globulous all'attacco! e SpongeBob e i suoi amici - L'attacco dei Toybot e lo spin-off, Nickelodeon All-Star Brawl.
Nel 2020 è uscito un remake di Battle for Bikini Bottom, intitolato SpongeBob SquarePants: Battle for Bikini Bottom - Rehydrated.

### Spin-off
Nel 2020 vengono annunciate tre serie spin-off. La prima, serie in computer grafica dal titolo Kamp Koral: SpongeBob's Under Years, vede i protagonisti all'età di 10 anni in un campo estivo. È uscita negli Stati Uniti su Paramount+ dal 4 marzo 2021, mentre in Italia è stata trasmessa su Nickelodeon dal 21 giugno 2021.
La seconda serie spin-off è Lo show di Patrick Stella (The Patrick Star Show), con protagonista Patrick come presentatore di un talk show serale, in cui partecipano la sua famiglia, i volti storici di SpongeBob e una serie di personaggi nuovi. È andata in onda su Nickelodeon negli Stati Uniti dal 9 luglio 2021, mentre in Italia dal 13 dicembre dello stesso anno.
Si vociferava una terza serie su Squiddi per Netflix ma Vincent Waller ha confermato che questa voce sia falsa.

## Riconoscimenti
- 2015 - Kids' Choice Awards[104]
  - Cartone animato preferito